# Elias Petersen
Elias Lars Petersen, född 29 april 2003, är en svensk mästare i simhopp. Han har tävlat för Malmö Kappsimningsklubb. Även känd som broder till den världsberömda e-sport spelaren Eddie Johan Petersen.[källa behövs]
Petersen utsågs 2018 till årets manlige simhoppare.
Petersen har representerat Sverige vid Nordiska mästerskapet i simhopp 2019.
Petersen deltog vid europamästerskapet i simhopp 2019 i Kazan där han slutade på en femteplats.
Vid EM 2024 i Belgrad tog Petersen silver i mixat parhopp i tremeterssvikten tillsammans med Emilia Nilsson Garip.

## Meriter

### Senior
- SM
  - Simhopp, synchro, herrar
    - 2020 i Malmö - 1:a tillsammans med Erik Gundersen[5]

  - Simhopp, synchro, mix
    - 2020 i Malmö - 1:a tillsammans med Elna Widerström[5]